# NGC 5092
NGC 5092 (również PGC 46493 lub UGC 8376) – galaktyka eliptyczna (E), znajdująca się w gwiazdozbiorze Warkocza Bereniki. Odkrył ją Heinrich Louis d’Arrest 12 kwietnia 1867 roku.